# Gijón
Gijón là thành phố cảng ở tây bắc Tây Ban Nha, ở tỉnh Asturias, bên vịnh Biscay, gần thành phố Oviedo. Thành phố này xuất khẩu các sản phẩm: than đá, đồng, sắt, kẽm và nhiều loại khoáng chất khác cũng như nông sản và hải sản. Thành phố có các ngành công nghiệp: giấy, dệt, đường ăn, thuốc lá, sành sứ. Gijón là một thị xã của thời La Mã có tên Gigia. Vào thế kỷ 8, thành phố này đã bị người Moors chiếm giữ, tuy nhiên cuối thế kỷ 8, đây là một trong những thành phố đầu tiên bị các lực lượng Cơ đốc tái chiếm. Năm 1395, thành phố này bị hỏa hoạn thiêu rụi. Trong thời kỳ nội chiến Tây Ban Nha, việc phe dân tộc chiếm được thành phố này vào tháng 10/1937 đã hoàn tất giao tranh ở tây bắc Tây Ban Nha.